# Parhadrestia curico
Parhadrestia curico är en tvåvingeart som beskrevs av Norman E. Woodley 1986. Parhadrestia curico ingår i släktet Parhadrestia och familjen vapenflugor. Inga underarter finns listade i Catalogue of Life.